# هورليشتي
هورليشتي هي قرية تقع في إقليم ياش في رومانيا وبلغ عدد سكانها 3,065 نسمة في عام 2002م.